# Noceda (Incio)
Noceda (llamada oficialmente San Xoán de Noceda) es una parroquia y una aldea española del municipio de Incio, en la provincia de Lugo, Galicia.

## Límites
Limita con las parroquias de Rubián de Cima y Vila de Mouros al norte, Castelo y Vilasouto al este, San Pedro Félix de Rubián al sur, y Cubela al oeste.

## Organización territorial
La parroquia está formada por siete entidades de población, constando una de ellas en el nomenclátor del Instituto Nacional de Estadística español:
- Airexe
- Aldea de Abaixo
- Barbaín
- A Ferrería
- Mesón (O Mesón)
- Noceda*
- Outeiro
- Quintá (A Quintá)

## Demografía

### Parroquia
| Gráfica de evolución demográfica de Noceda (parroquia) entre 2000 y 2020 |
|                                                                          |
| Datos según el nomenclátor publicado por el INE.                         |

### Aldea
| Gráfica de evolución demográfica de Noceda (aldea) entre 2000 y 2020 |
|                                                                      |
| Datos según el nomenclátor publicado por el INE.                     |